# Olios detritus
Olios detritus är en spindelart som först beskrevs av Carl Ludwig Koch 1845.  Olios detritus ingår i släktet Olios och familjen jättekrabbspindlar. Inga underarter finns listade i Catalogue of Life.